# Casual (singolo)
Casual è un singolo della cantautrice statunitense Chappell Roan, pubblicato il 28 ottobre 2022 come sesto estratto dal primo album in studio The Rise and Fall of a Midwest Princess.

## Descrizione
La critica specializzata ha definito Casual un brano downtempo, pop e pop rock, con influenze country. Il testo trae ispirazione da un breve legame sentimentale che la cantante ha intrattenuto durante la pandemia di Covid-19.

## Accoglienza
Jem Aswald di Variety ha ritenuto Casual il singolo «finora più irresistibile di Chappell Roan» e ha paragonato lo stile vocale dell'interprete a quello di Lana Del Rey.

## Video musicale
Il video musicale del brano, diretto da Hadley Hillel è stato pubblicato il 9 marzo 2023 e mostra Roan intraprendere una relazione con una sirena. In un'intervista per Teen Vogue la cantante lo ha paragonato al film Aquamarine.

## Tracce
Testi e musiche di Kayleigh Rose Amstutz, Dan Nigro, Ryan Linvill, Morgan St. Jean e Mike Wise.
1. Casual – 3:52

## Classifiche
| Classifica (2024) | Posizione massima |
| ----------------- | ----------------- |
| Australia         | 83                |
| Canada            | 64                |
| Irlanda           | 37                |
| Regno Unito       | 44                |
| Stati Uniti       | 59                |